# Bethany Antonia
Bethany Antonia, född 25 december 1997 i Birmingham, är en brittisk skådespelare.
Antonia har bland annat medverkat i TV-serierna Get Even från 2020, Stay Close från 2021, House of the Dragon från 2022 och Nolly – en såpastjärnas fall från 2023.

## Filmografi (i urval)
- 2020: Get Even
- 2021: Stay Close
- 2022: House of the Dragon
- 2023: Nolly – en såpastjärnas fall